# Дворец Итурбиде
Дворец Итурбиде (исп. Palacio de Iturbide) — большая резиденция, расположенная в историческом центре Мехико. Он был построен графом Сан-Матео Вальпараисо в качестве свадебного подарка для своей дочери. Здание получило название «Дворец Итурбиде», потому что Агустин де Итурбиде жил там и был там же коронован первым мексиканским императором под именем Агустина I после завоевания независимости от Испании. Ныне в отреставрированном здании располагается Культурный центр Фоменто Банамекс, который ранее был известен как Дворец культуры Банамекс.

## История
Место, где располагается дворец Итурбиде, после завоевания Мексики испанцами было частью земли, предоставленной испанской короной Гонсало Хуаресу де Кордове. Это место занимал монастырь святой Бригитты, пока в XVII веке эту территорию не приобрёл Беррио-и-Сальдивар.
Резиденция была построена Мигелем де Беррио-и-Сальдиваром, графом Сан-Матео Вальпараисо и маркизом Хараль де Беррио. Состояние Беррио-и-Сальдивара было основано на добыче полезных ископаемых и животноводстве. Он также служил городским главой Мехико. Согласно преданию он воздвиг дворец таким искусным способом, чтобы его стоимость была равна сумме приданого его дочери, составлявшей приблизительно 100 000 песо. Это было сделано для того, чтобы его новоиспечённый зять, маркиз Монкада Сицилийский, не мог растратить приданое дочери Беррио-и-Сальдивара. Он был построен как копия королевского дворца в Палермо. Сын этой супружеской пары и внук строителя дома, предпочёл не жить самому во дворце, но отдавал его в пользование приезжим сановникам, таким как вице-король Новой Испании Феликс Кальеха и Агустин де Итурбиде. С балкона этого дворца Итурбиде принял предложение стать первым императором Мексики после обретения независимости от Испании. Во время своего правления в 1821—1823 годах он жил здесь, используя дом в качестве императорского дворца.
В начале XIX века в здании располагался горный колледж. Дворец был реконструирован в 1855 году для использования в качестве отеля, в этой функции он прослужил более века.
В 1965 году здание было куплено и отреставрировано Национальным банком Мексики. В 1972 году, он стал домом Культурного фонда Банамекс. Фонд провёл в течение двух лет (с 2002 по 2004 год) масштабные реставрационные работы в здании. Он заново открыл его в качестве Дворца культуры Банамекс. Здесь проводятся многочисленные временные художественные выставки, а также художественные мастер-классы для взрослых и детей.

## Описание

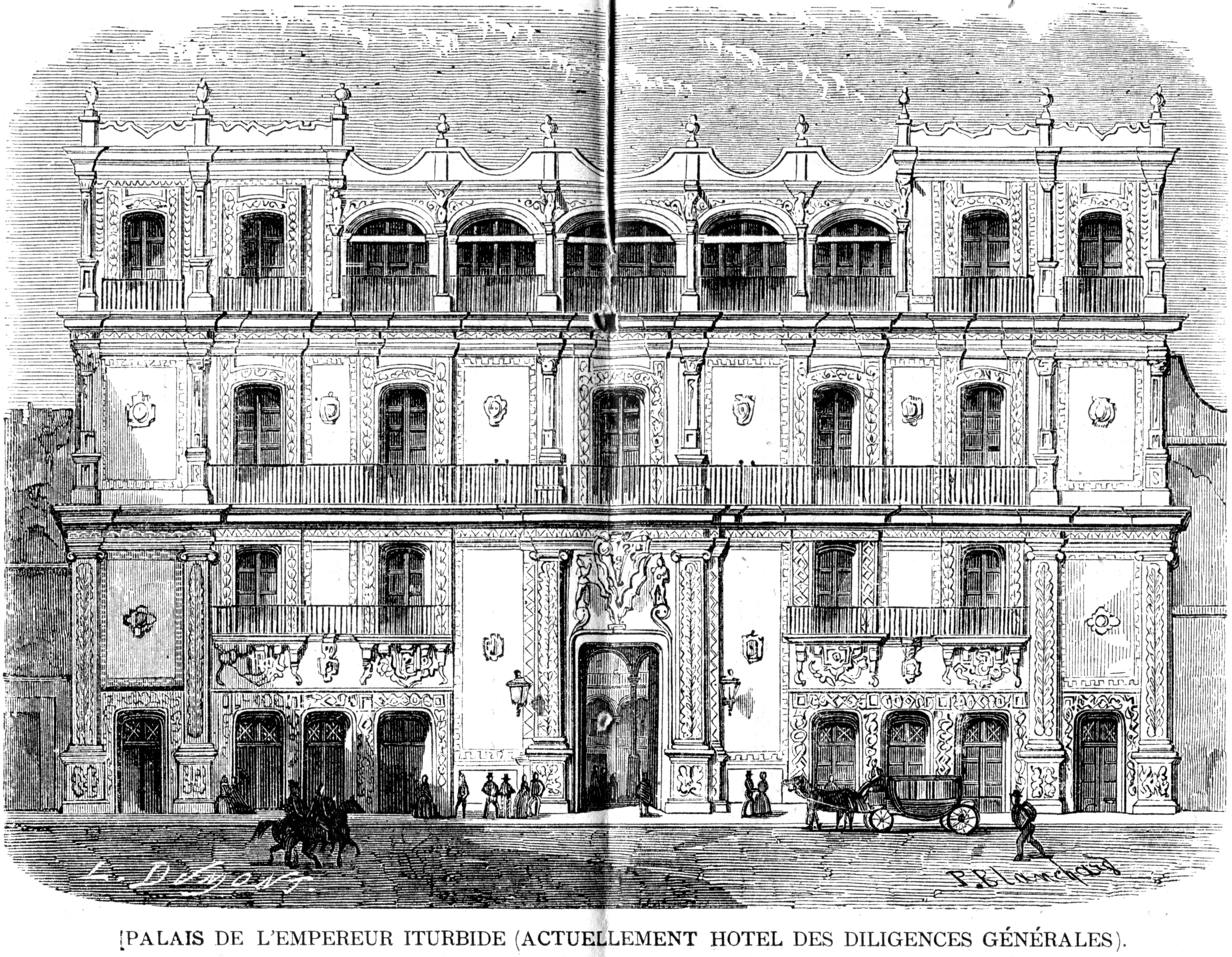
Дворец Итурбиде (L'Illustration, 1862)

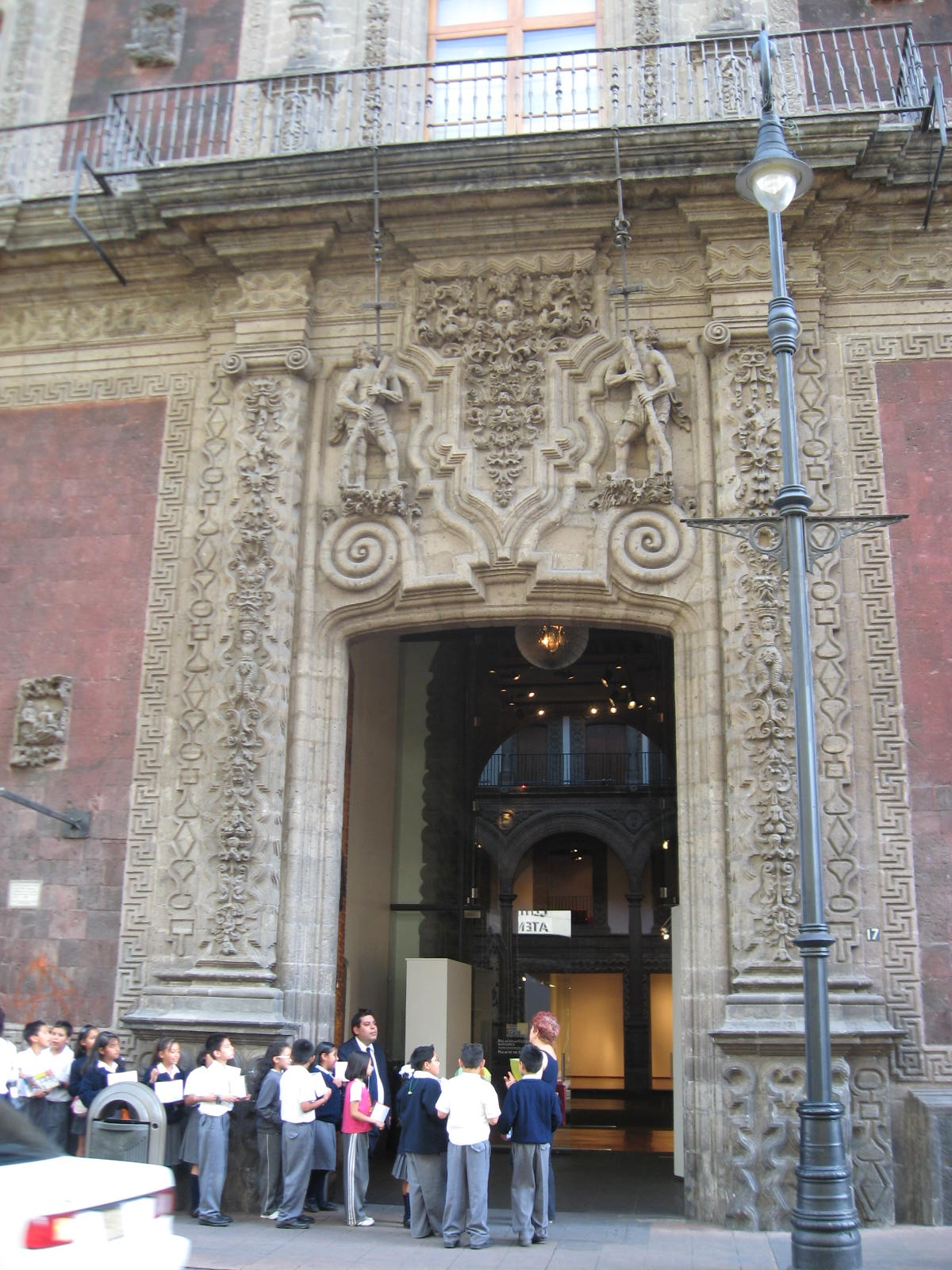
Вход во дворец Итурбиде

Это здание в стиле мексиканского барокко было спроектировано и начато архитектором Франсиско Антонио де Герреро-и-Торресом, а закончено его родственником Агустином Дураном в 1779—1785 годах. Дворец имеет три этажа и мезонин, демонстрирующий следы итальянского влияния в своём барочном дизайне. Его фасад из каменных пород тезонтл и кантера окружён двумя укреплёнными башнями на его концах. Дворец обладает центральной галереей или лоджией, ныне закрытой для публики. Фасад украшает резной камень с органическими и геометрическими мотивами, такими как цветы, маленькие двухвостые русалки и изящные мужские фигуры.
Большая арка ведёт во внутренний двор, украшенный геометрическими фигурами. Внутренний двор окружён 18 арками, поддерживаемыми тосканскими колоннами.